# Seznam švedskih smučarjev
Seznam švedskih smučarjev.

## A
- Monika Äijä
- Estelle Alphand

## B
- Axel Bäck
- Lisa Blomqvist
- Therese Borssén
- Johan Brolenius
- Jens Byggmark

## C
- Liv Ceder

## D
- Olle Dalman
- Ida Dannewitz

## E
- Nathalie Eklund
- Susanne Ekman
- Hanna Aronsson Elfman
- Mats Ericson
- Lars-Börje Eriksson

## F
- Elsa Fermbäck
- Bengt Fjällberg
- Magdalena Fjällström
- Thomas Fogdö
- Martina Fortkord

## G
- Catharina Glassér-Bjerner
- Paulina Grassl

## H
- Lars-Göran Halvarsson
- Frida Hansdotter
- Hans Hansson
- William Hansson
- Matthias Hargin
- Sara Hector
- Douglas Hedin
- Tobias Hedström
- Emelie Henning
- Anna-Karin Hesse
- Edor Hjukström
- Lisa Hörnblad

## I
- Sixten Isberg
- Lin Ivarsson

## J
- Kristoffer Jakobsen
- Torsten Jakobsson
- Patrick Järbyn
- Emil Johansson
- Carl Jonsson

## K
- Kajsa Kling
- Alexander Köll

## L
- Anton Lahdenperä
- Markus Larsson
- Wille Lindberg
- Jessica Lindell-Vikarby
- Calle Lindh
- Gustav Lundbäck
- Jonna Luthman

## M
- Ann Melander
- Felix Monsen
- Moa Boström Müssener
- André Myhrer

## N
- Gunnar Neuriesser
- Jonas Nilsson
- Ylva Nowén
- Fredrik Nyberg

## O
- Cornelia Öhlund
- Hans Olsson
- Jon Olsson
- Matts Olsson
- Anna Ottosson

## P
- Anja Pärson
- Maria Pietilä-Holmner

## R
- Helena Rapaport
- Sara Rask
- Mattias Rönngren

## S
- Charlotta Säfvenberg
- Per Saxvall
- Veronica Smed
- Stig Sollander
- Ylva Stålnacke
- Ingemar Stenmark
- Stig Strand
- Olle Sundin
- Max-Gordon Sundquist
- Jörgen Sundqvist
- Fabian Ax Swartz
- Anna Swenn-Larsson

## T
- Sarah Thomasson

## W
- Johan Wallner
- Pernilla Wiberg
- Emelie Wikström
- Henrik Windstedt